# Inès Boubakri
Inès Boubakri (arabiska: إيناس بوبكري), född 28 december 1988 i Tunis, är en tunisisk fäktare som tävlat i både florett och värja..
Boubakri blev olympisk bronsmedaljör i florett vid sommarspelen 2016 i Rio de Janeiro. Vid olympiska sommarspelen 2020 i Tokyo blev Boubakri utslagen av Larisa Korobejnikova i sextondelsfinalen i florett.